# モデルチェンジ
モデルチェンジは、工業製品全般に用いられる用語で、製品の設計をある程度大きく変更・改良し、外部に向けて以前の製品とは異なる製品として販売される場合を指す。ただし、製品カテゴリによって意味が多少異なる。また、大規模な設計変更をフルモデルチェンジ（FMC、全面改良）、小規模な設計変更や改良をマイナーモデルチェンジ（MMC、マイナーチェンジ、一部改良）と呼称することもある。
1. 自動車におけるモデルチェンジ：車種名を保ったまま新型に全面改良・移行すること。車種名が変更された場合はモデルチェンジとは呼ばない。→「モデルチェンジ (自動車)」を参照。
2. 家電機器におけるモデルチェンジ：本項で詳述する（下記参照）。
3. その他の製品におけるモデルチェンジ：家電機器の場合と同様の意味を持つ。ただし、モデルチェンジという表現を使わない場合も多い。
4. 工業製品ではないケースにおけるモデルチェンジ：大きく変更・刷新したことを表す比喩的な表現として、モデルチェンジという語を使う例が見られる。小規模な改良・仕様変更の場合はマイナーチェンジという表現を使う例も見られる。

## 家電機器におけるモデルチェンジ
内部回路の設計変更による性能改善のためと、計画的陳腐化によって販売促進を促すための2つの意味がある。
定義は自動車におけるモデルチェンジと基本は同様であるが、現行型（旧型）から次期型（新型）に移行する際に商品名の変更を伴ってもモデルチェンジと呼ぶのが、自動車におけるモデルチェンジとの最大の差異である。一方で“マイナーモデルチェンジ”という表現は少ない。これは自動車と違い、1年程度でモデルチェンジをする製品もあるなど、新型への移行周期（いわゆるモデルサイクル）が短いのが原因と見られる。
家電機器のモデルチェンジの具体例を挙げると、キヤノンが2001年10月2日に家庭用インクジェットプリンタのラインナップを新機種に一新し、同時に商品名を「Wonder BJ」から「PIXUS」に変更した事例である。商品名の変更が伴っているが、キヤノン製家庭用インクジェットプリンタが新型に移行したという意味では、れっきとした“モデルチェンジ”に当たる好例と言える。

## マイナーモデルチェンジ
意匠の変更や機能の追加等、製品の改良箇所や改善箇所が小規模な場合のことをいう。もっとも、マイナーチェンジと呼称する場合のほうが多い。マイナーモデルチェンジの場合は、商品名の変更は行われない例ももちろんあるが、仮に商品名の変更があったとしてもサブネームが付く程度の場合が多い。
自動車におけるマイナーモデルチェンジは、「マイナーモデルチェンジ（マイナーチェンジ）」を参照のこと。